# Biserica Sfinții Arhangheli din Secășeni
Biserica  Sfinții Arhangheli este un monument istoric aflat pe teritoriul satului Secășeni, comuna Ticvaniu Mare, județul Caraș-Severin. Figurează pe lista monumentelor istorice  CS-II-m-B-11195.

## Localitatea
Secășeni (română 1924 Secaș) este un sat în comuna Ticvaniu Mare din județul Caraș-Severin, Banat, România. Prima mențiune documentară este din anul 1342, cu denumirea Zekas.

## Istoric și trăsături
Biserica ortodoxă din Secășeni, ce poartă hramul „Sfinții Arhangheli Mihail și Gavriil”, este cea mai veche din zona Oraviței, fiind construită în anul 1664. A fost resfințită în anul 1792 de episcopul Vârsețului, Iosif Ioaninovici Șakabent (1786-1805), cel care în anul 1790 a dispus celebrarea serviciilor divine în limba română, în toate satele românești aflate sub jurisdicția bisericească a Vârșețului.
Biserica este construită în stil baroc, are formă de navă dreptunghiulară, cu absidă semicirculară în dreptul altarului, spre răsărit. În anul 1846 a fost acoperită cu șindrilă vopsită, iar în anul 1937 s-a mărit pronaosul, prelungindu-se zidurile de sud și de nord până la înălțimea stâlpilor de vest ai turnului.  Turnul bisericii este de formă patrulateră cu trăsături baroce având latura de 4,80 m fiind așezat pe latura de vest a bisericii, sprijinindu-se pe o bază pătrată.
La interior, iconostasul cuprinde o veche pictură în frescă cu registrul Sfinților Apostoli, încadrând Sfânta Treime. În anul 1927, pictura bisericii a fost curățată de pictorul Nicolae Marișescu din Bocșa Montană. Deși s-a crezut că doar catapeteasma mai păstrează fragmente din vechea frescă inițială, în urma unor lucrări de restaurare demarate de preotul paroh, sub tencuială s-a descoperit o pictură bogată, inedită prin compoziție, probabil opera unor pictori bisericești din a doua jumătate a secolului al XVIII-lea.

## Imagini

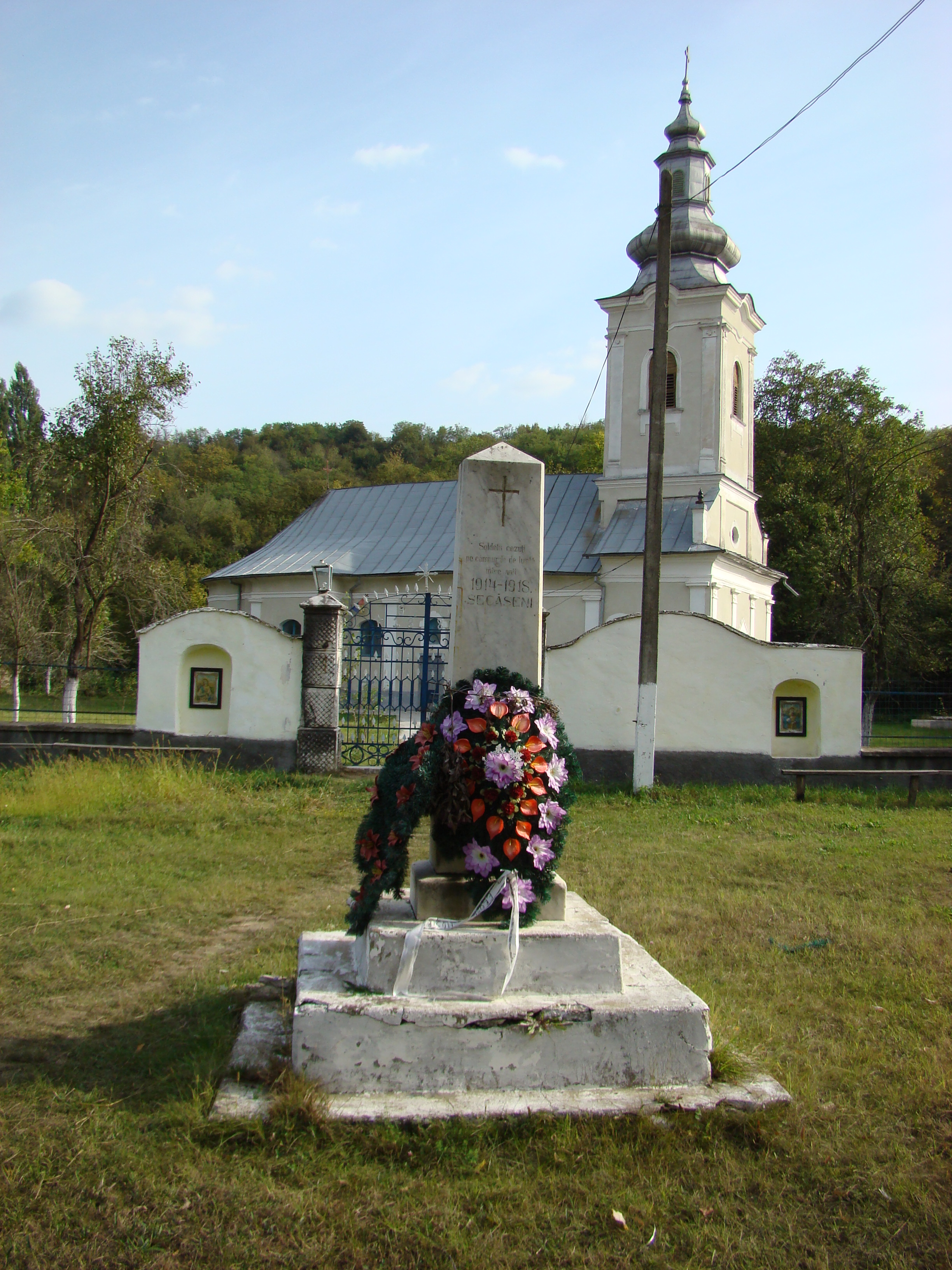
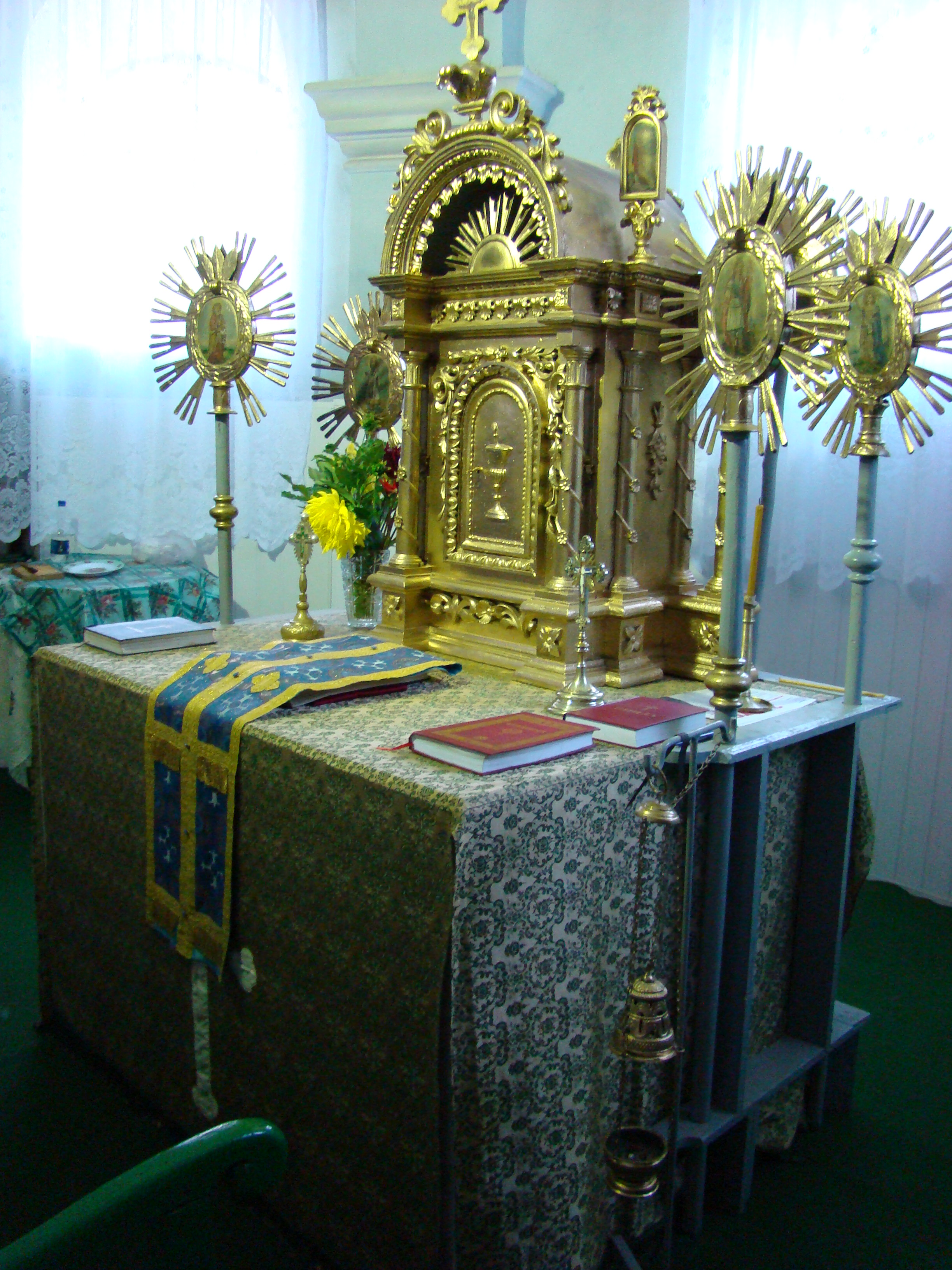
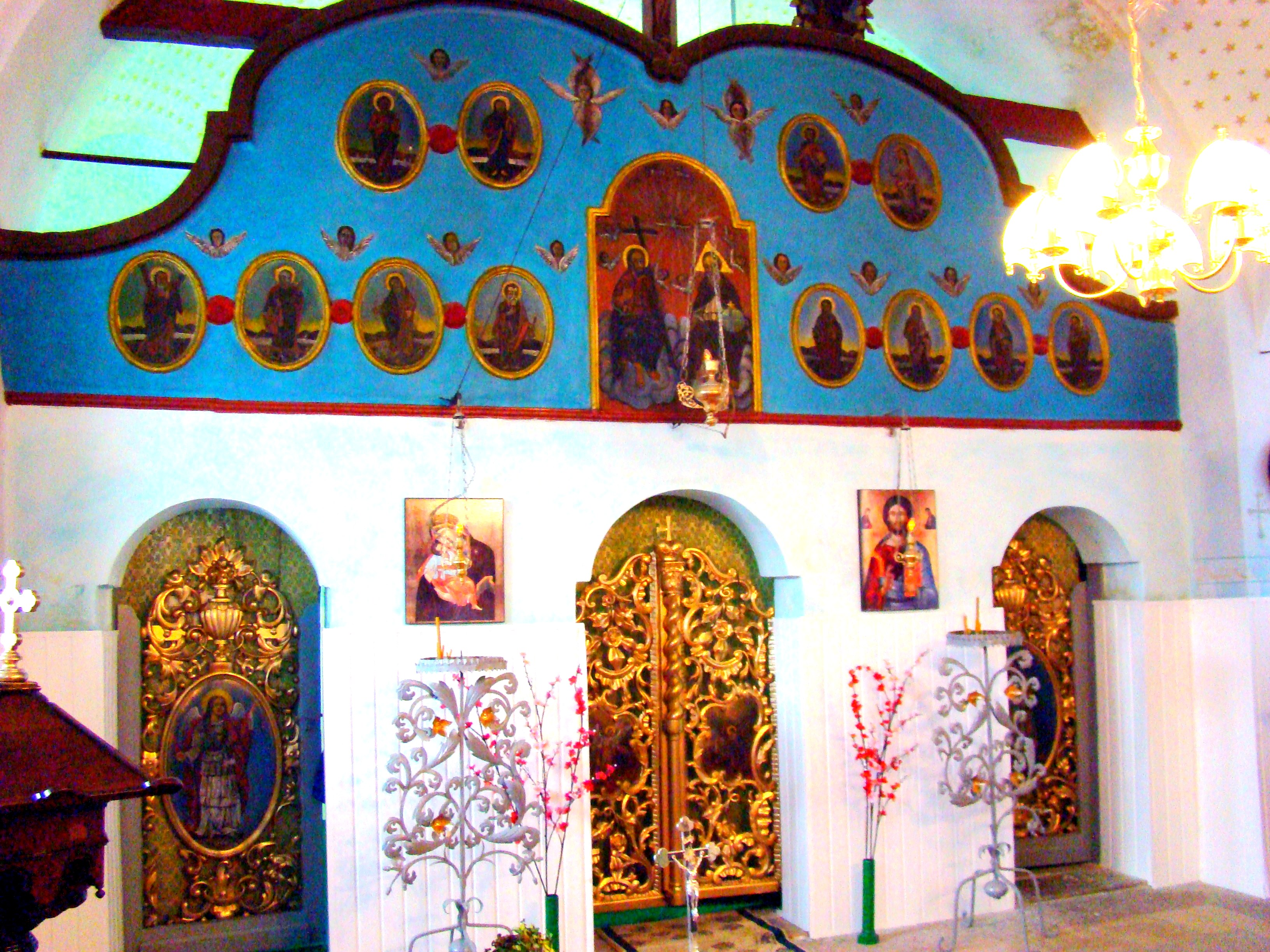
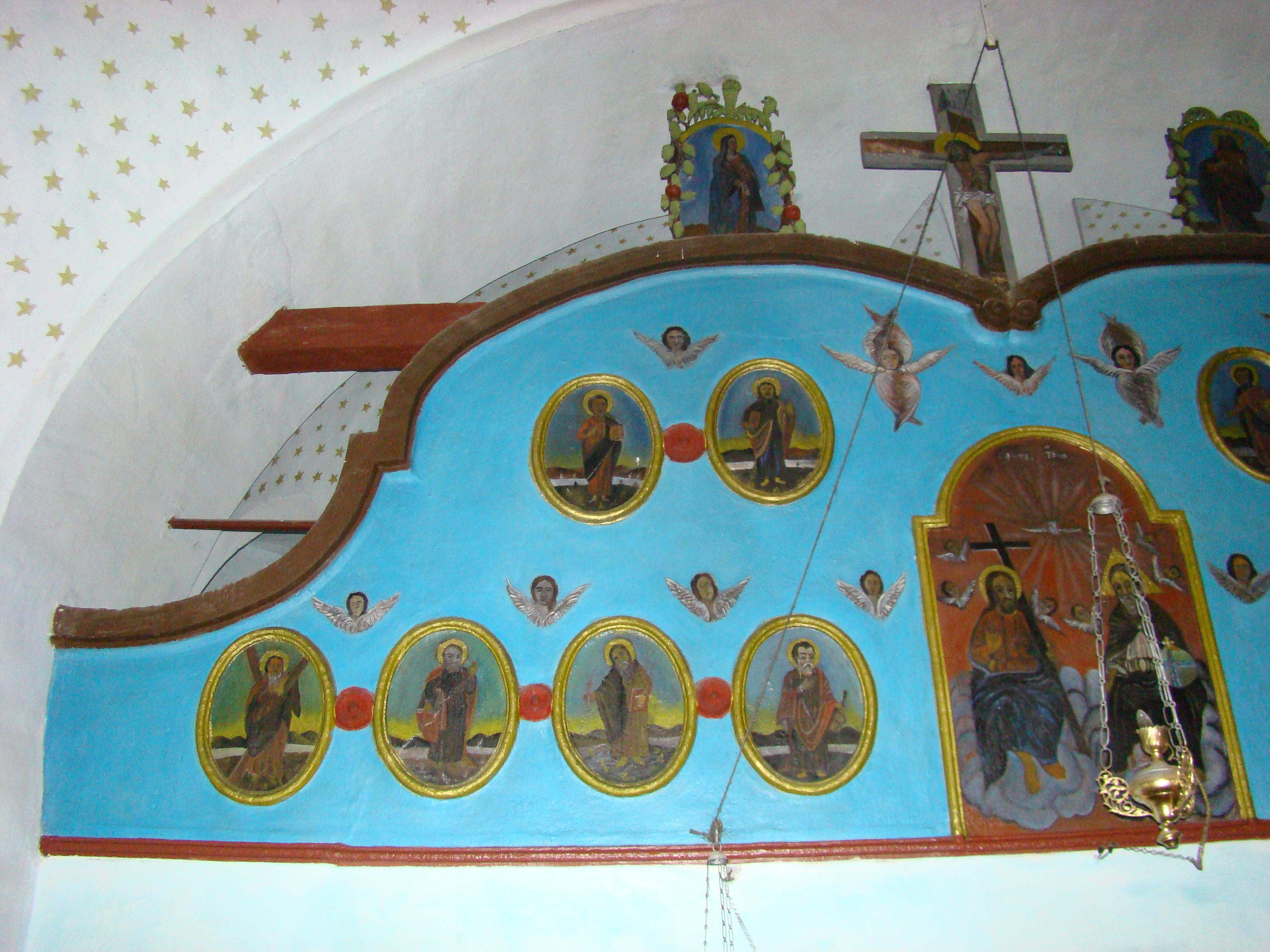
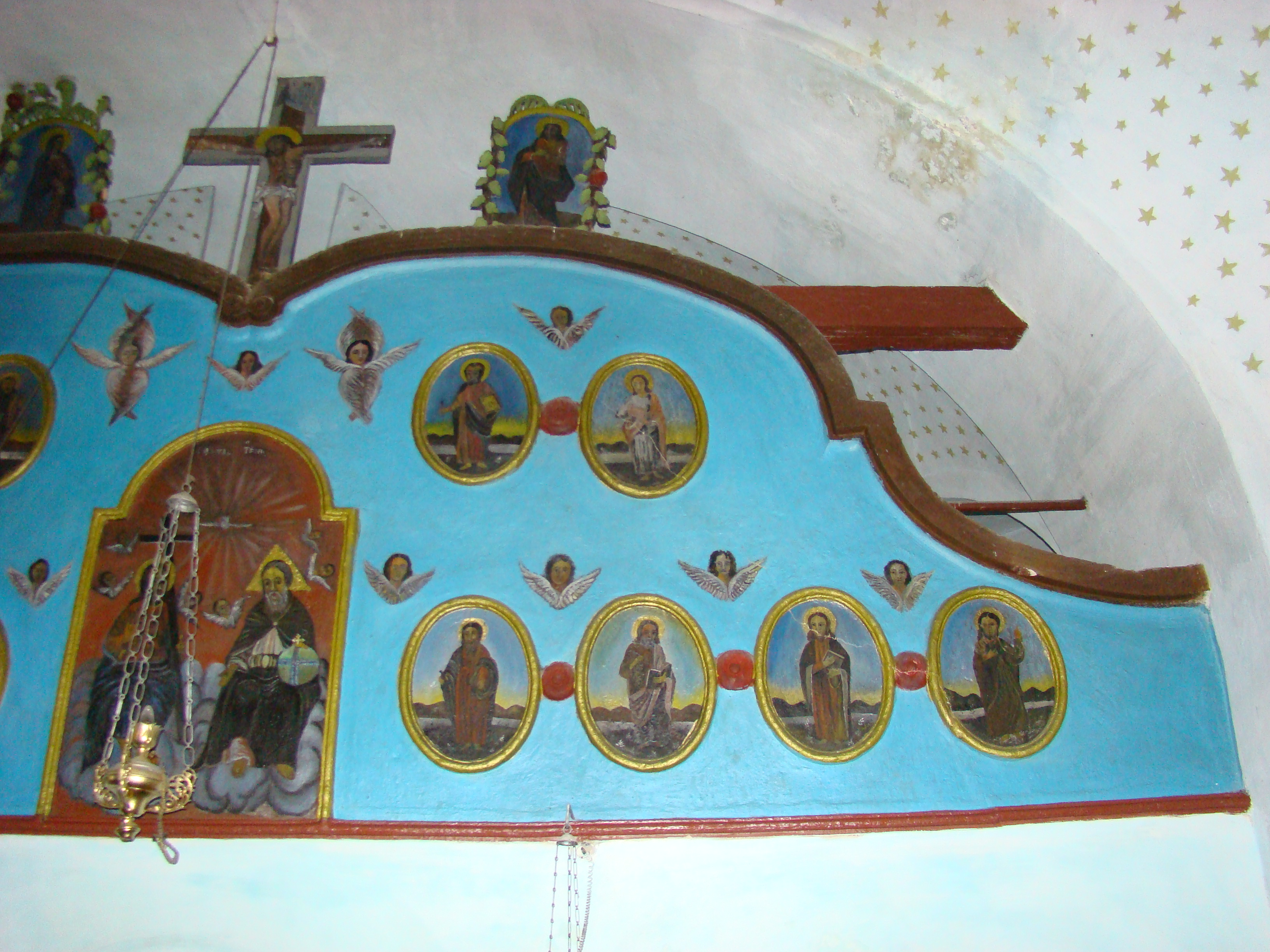
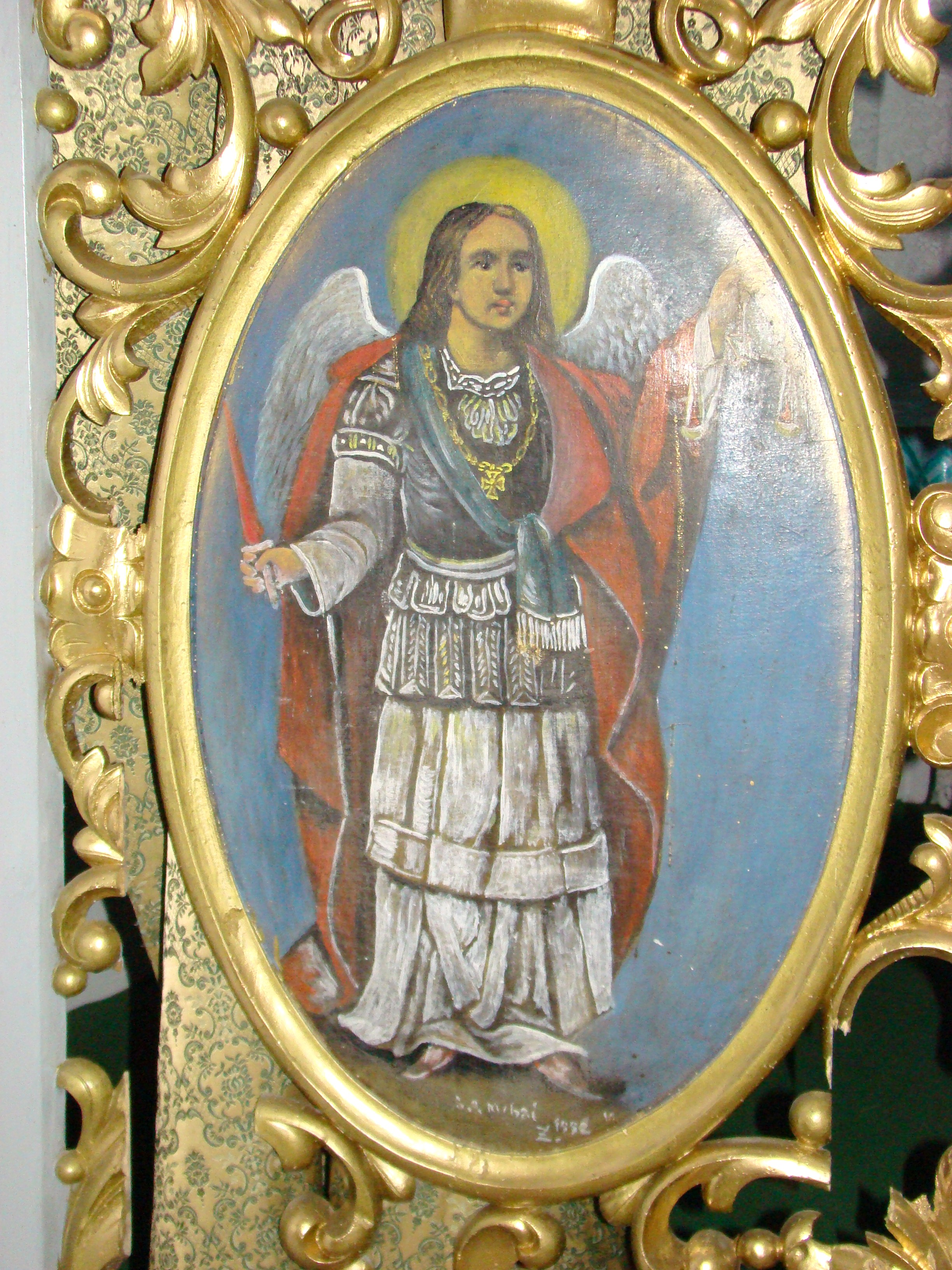
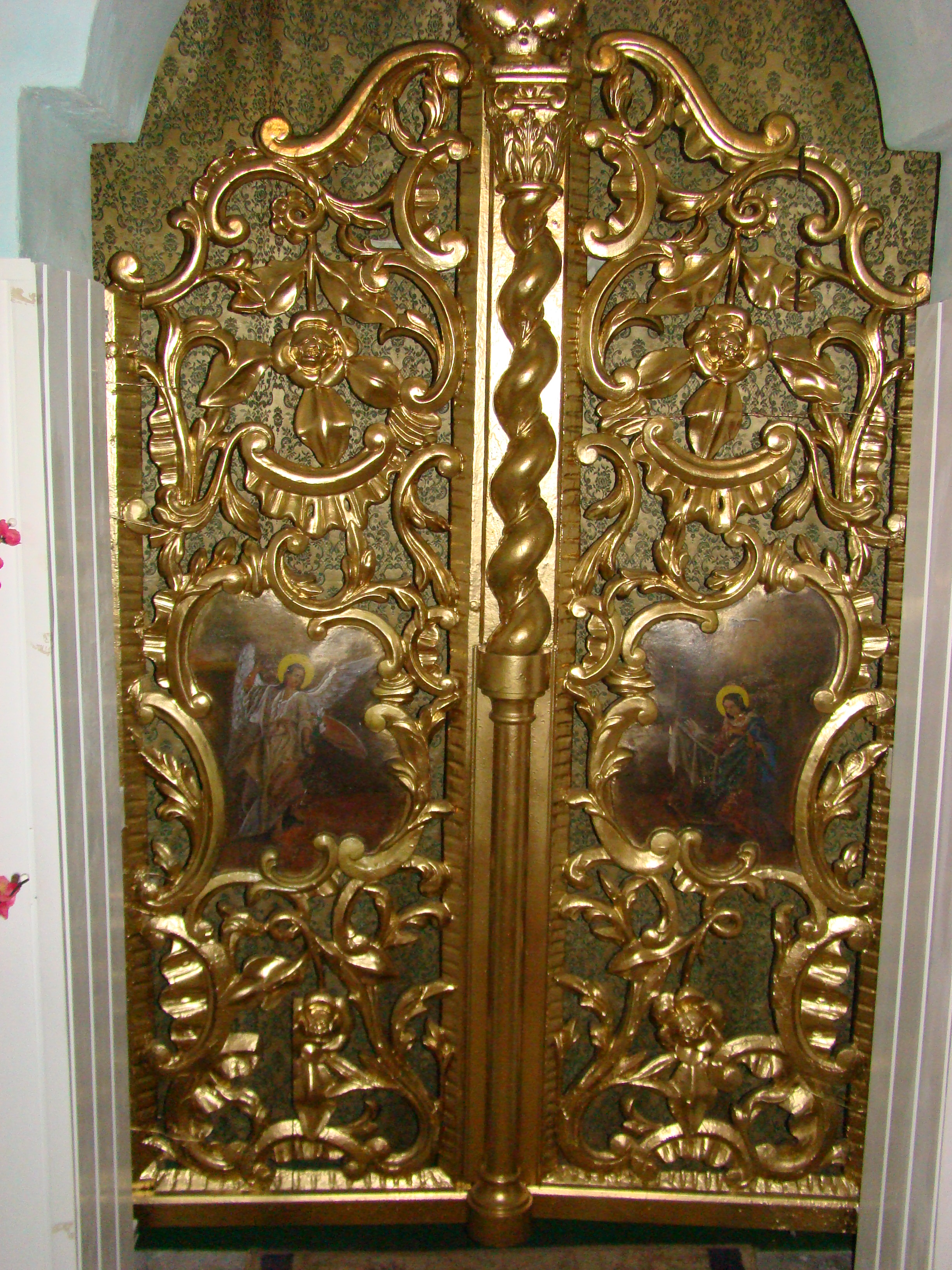
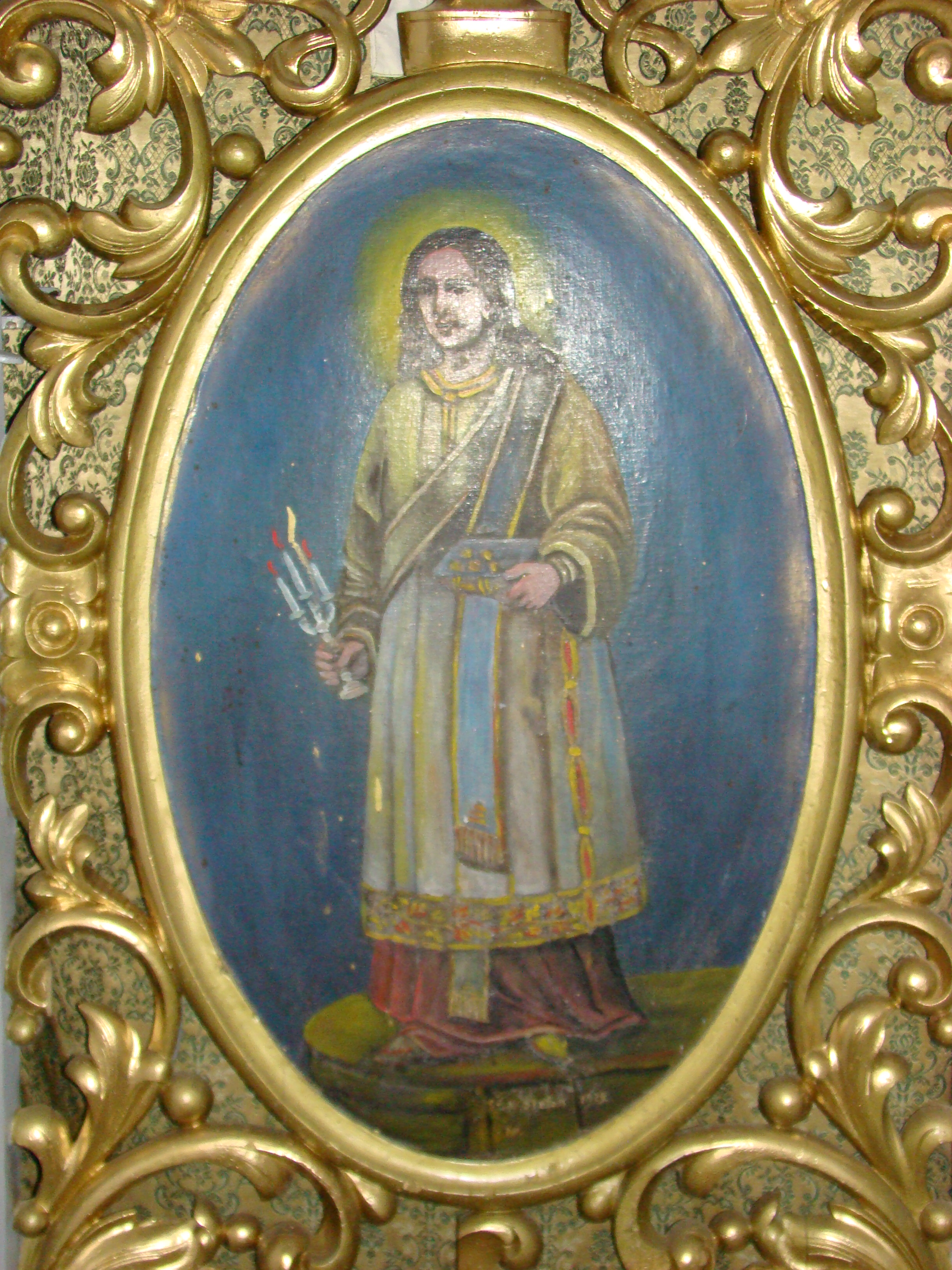
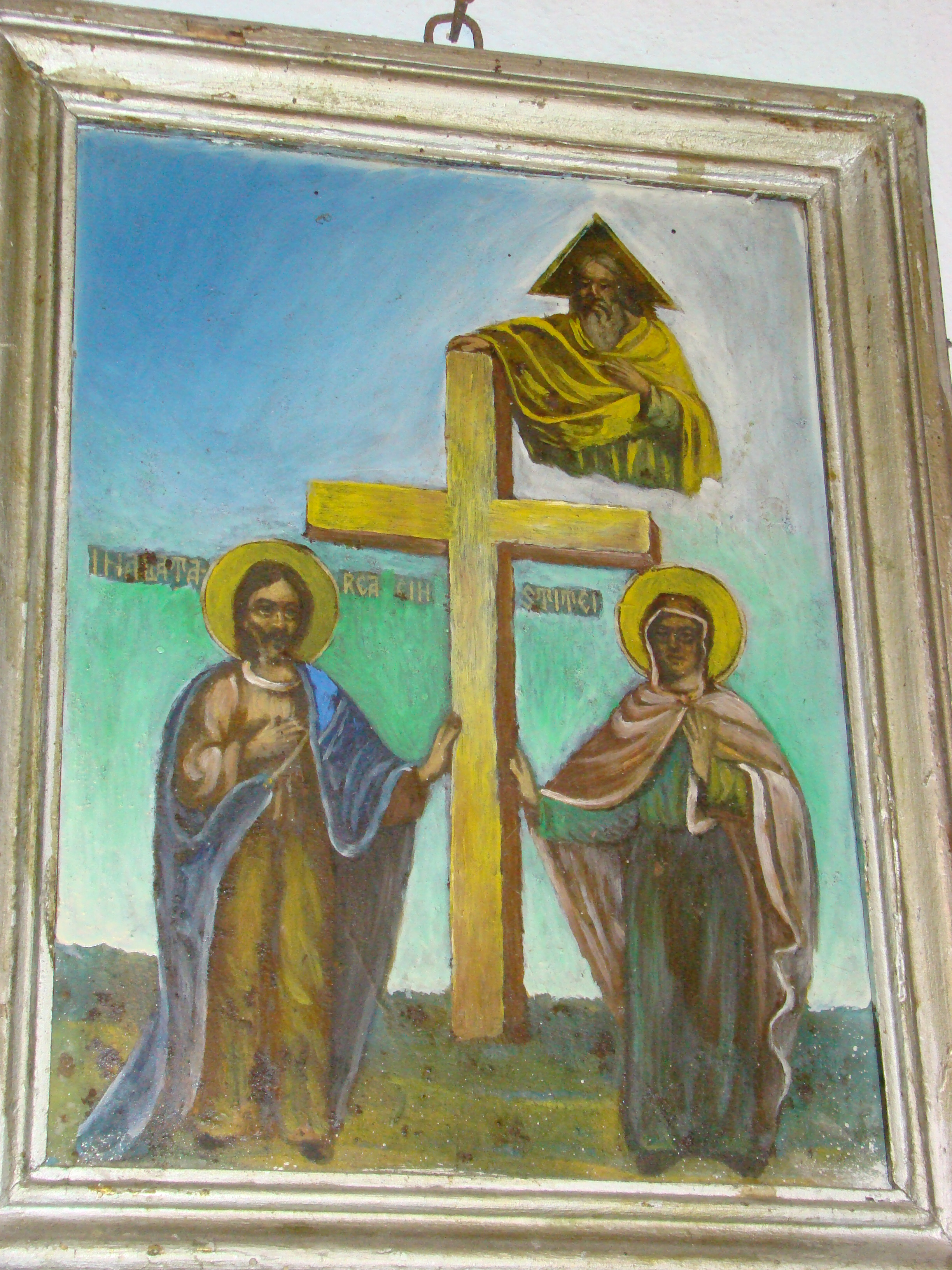
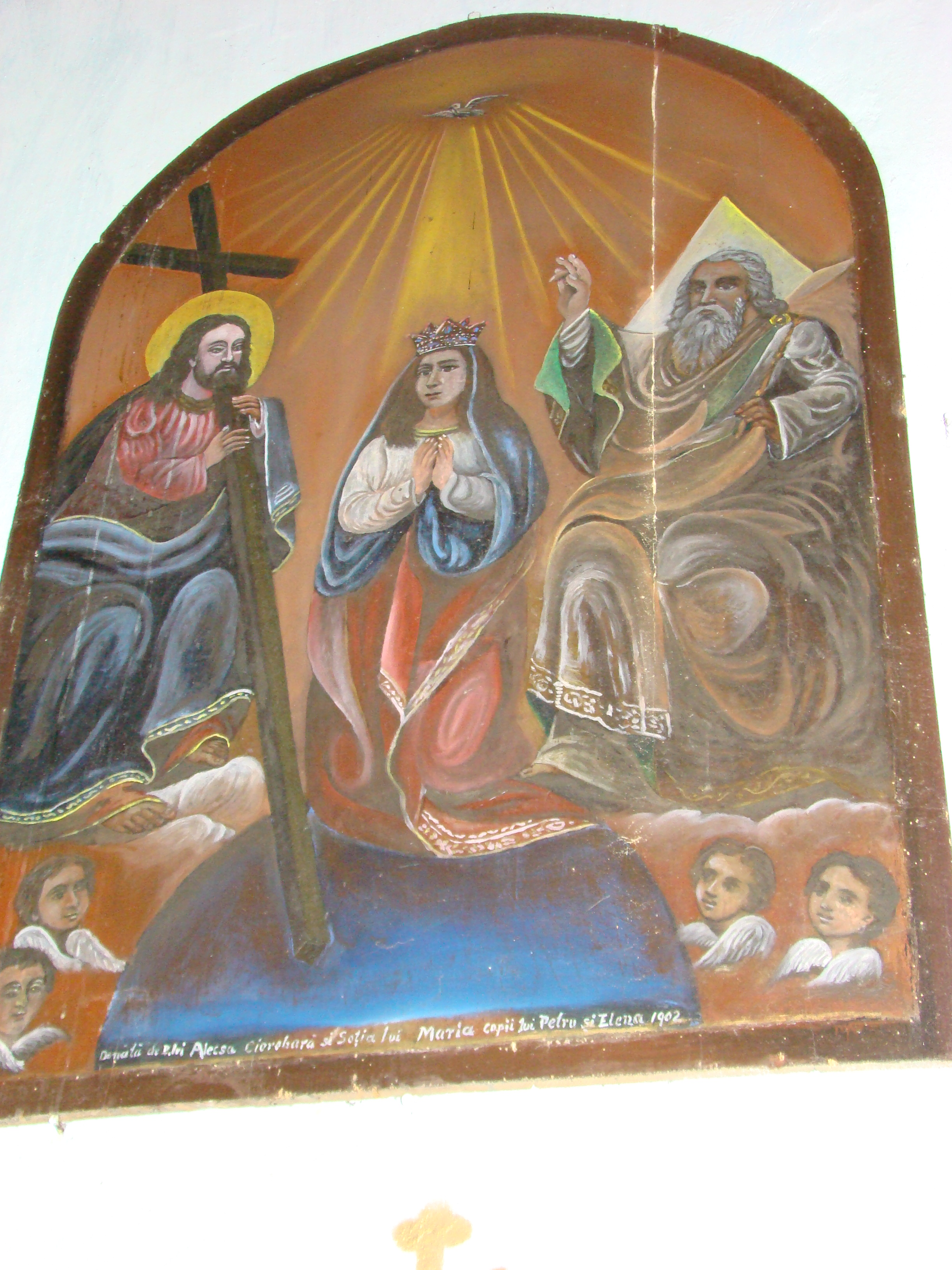
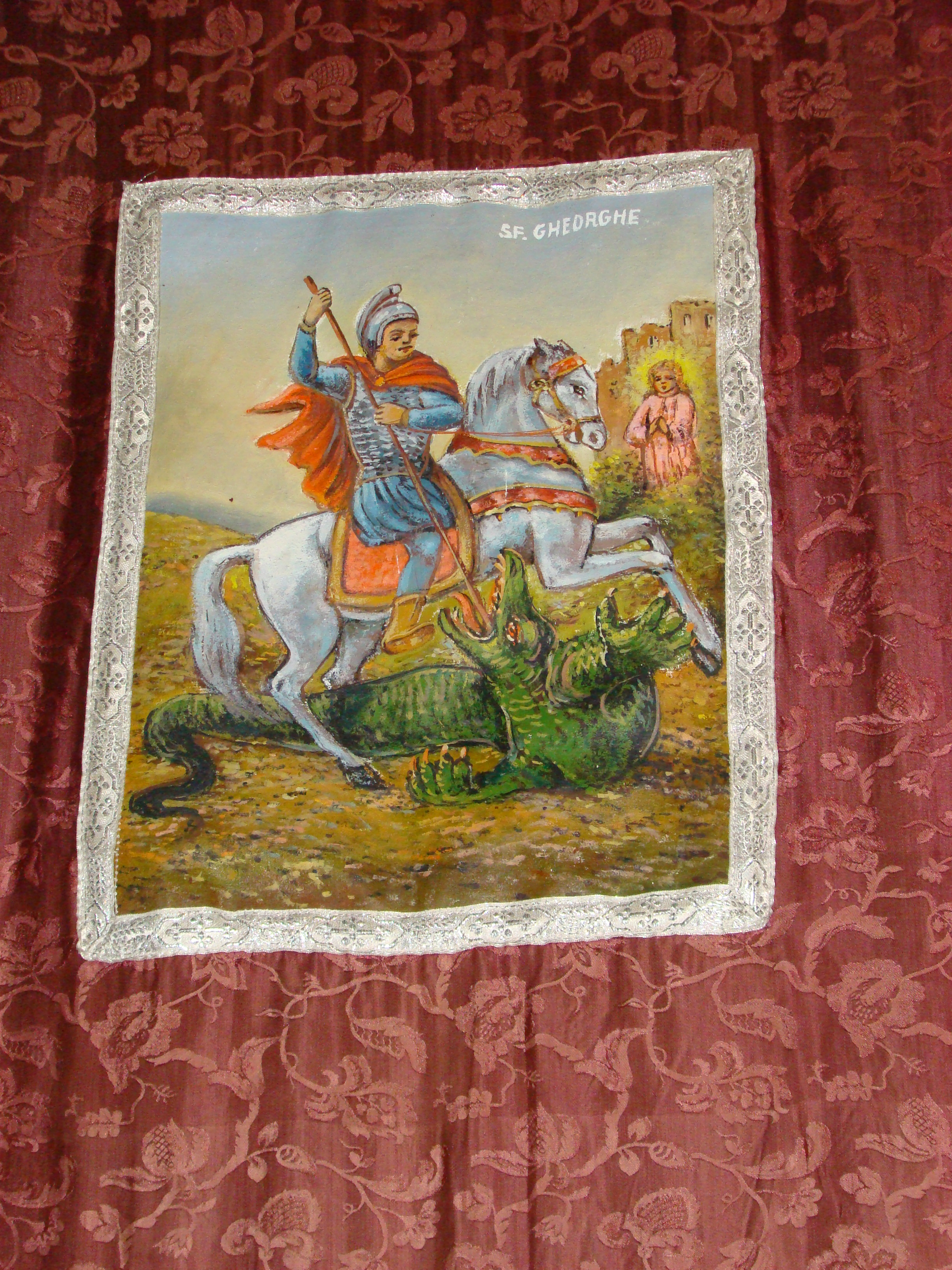
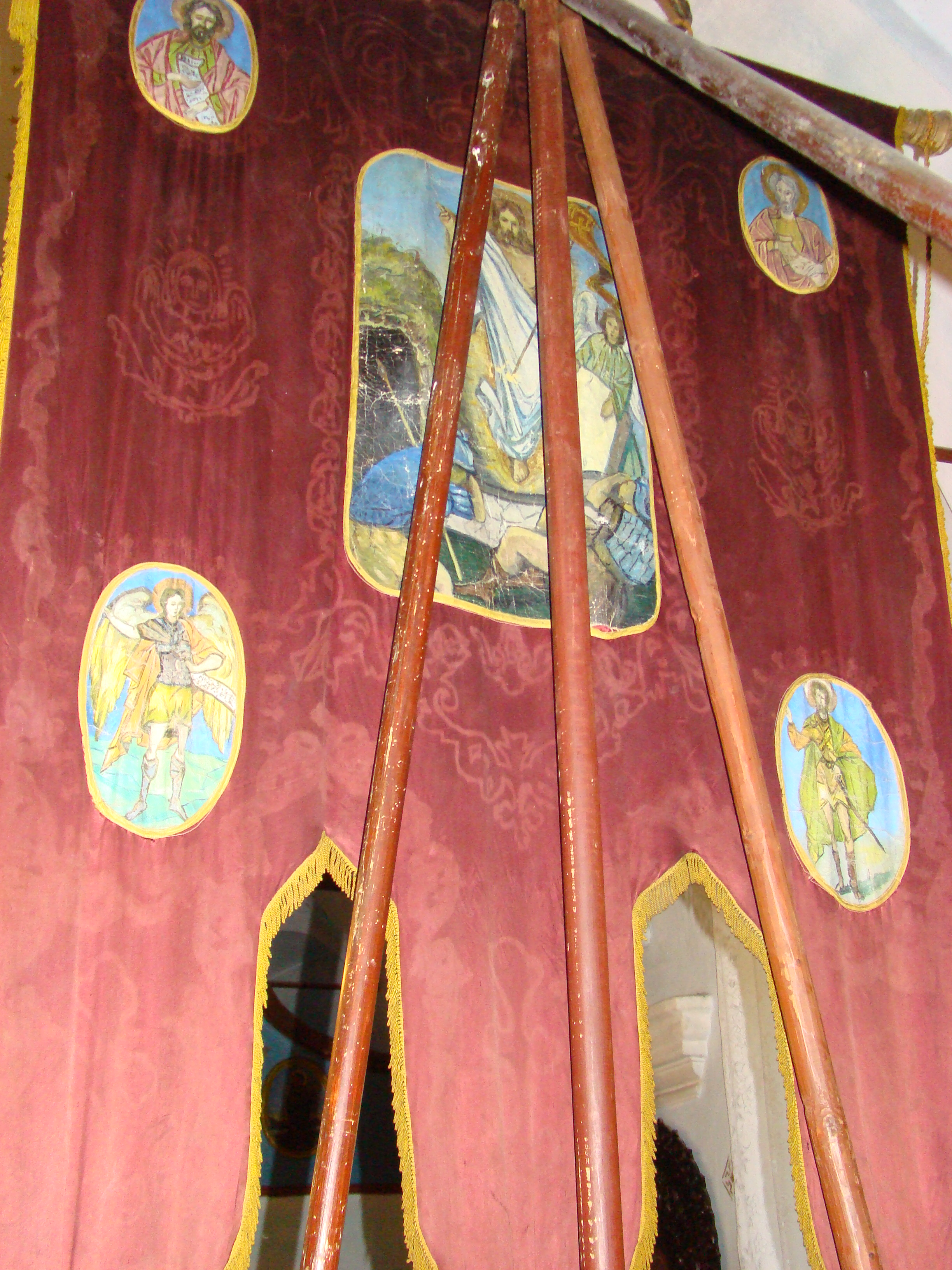
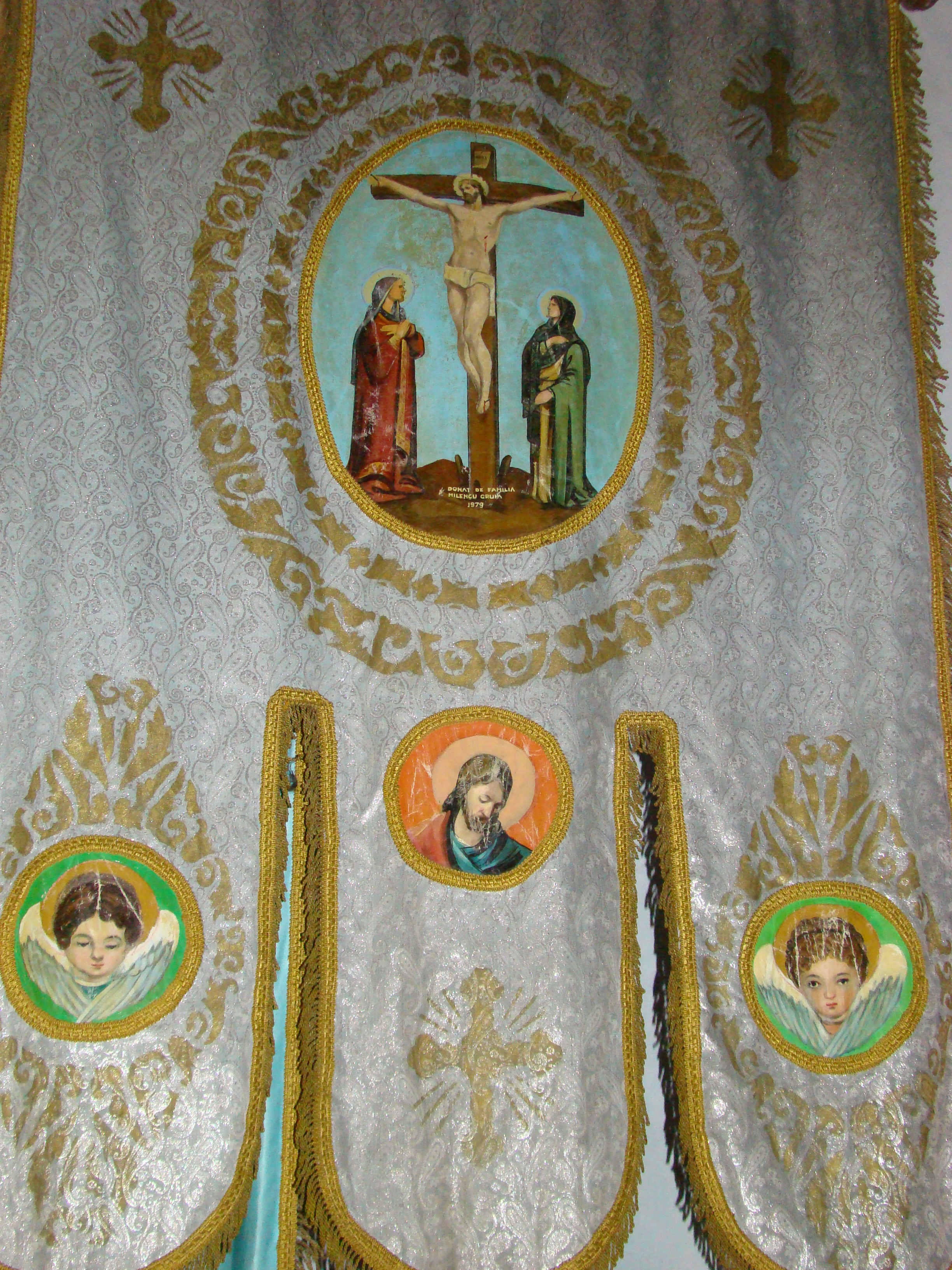
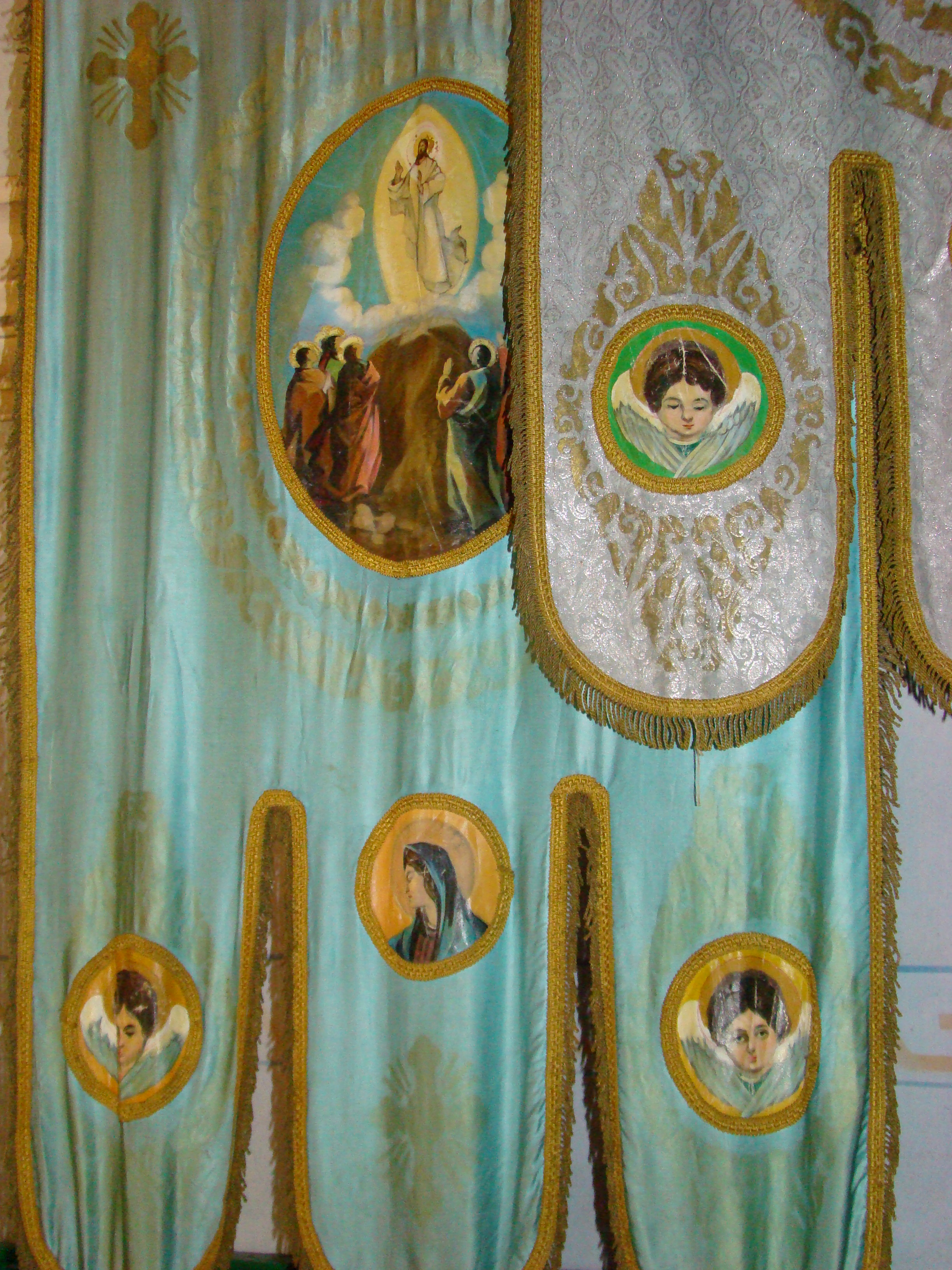
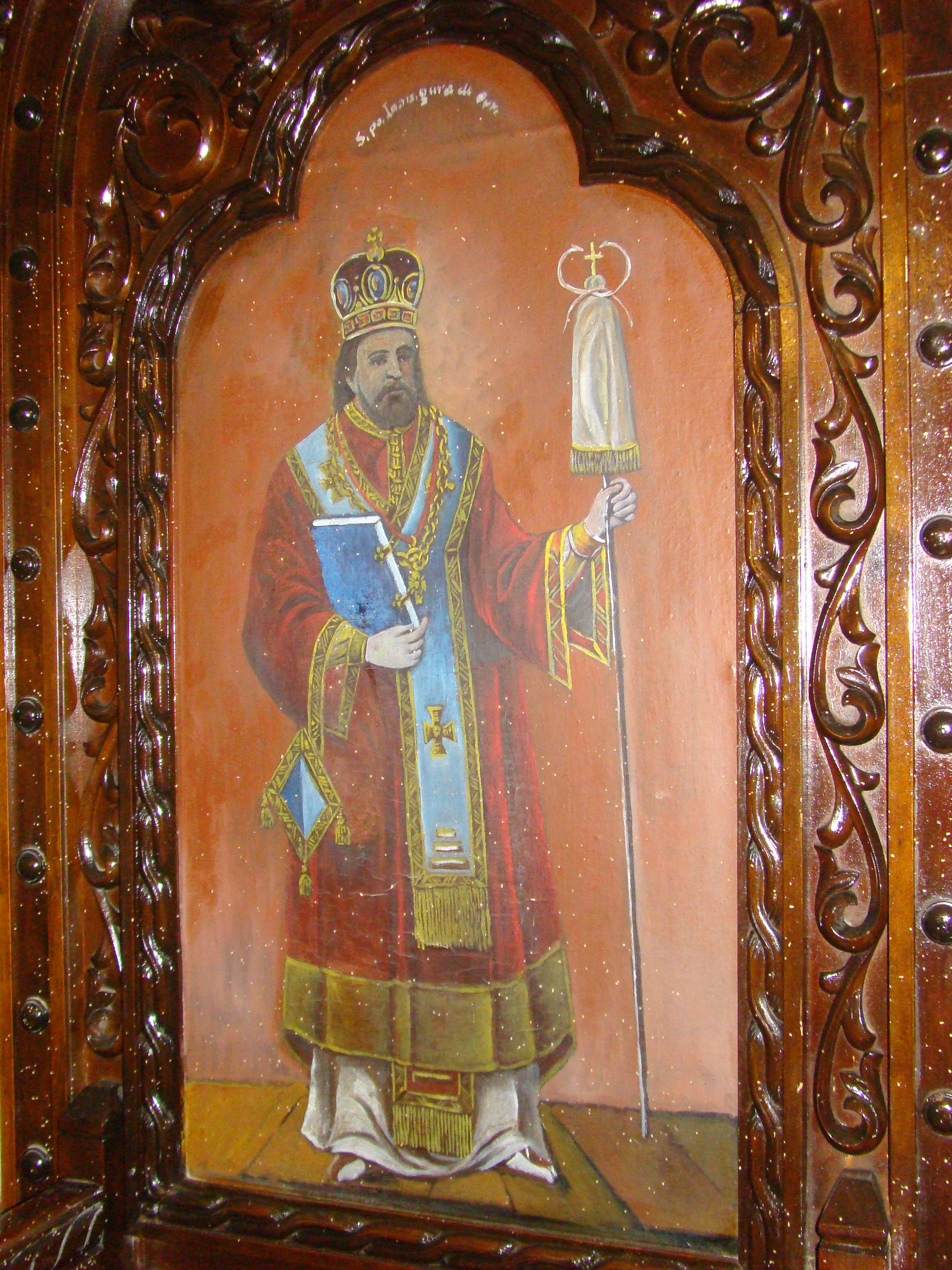
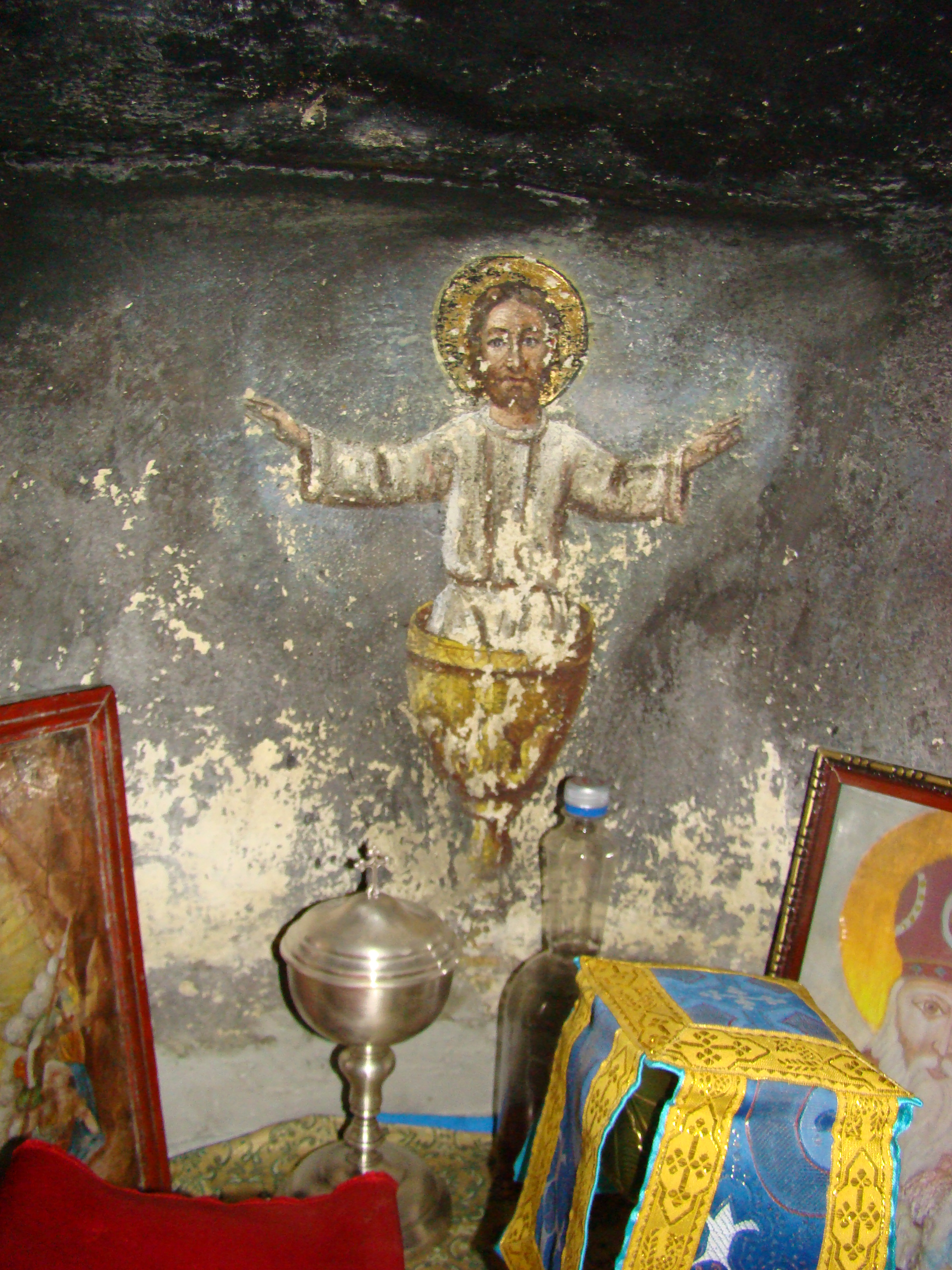
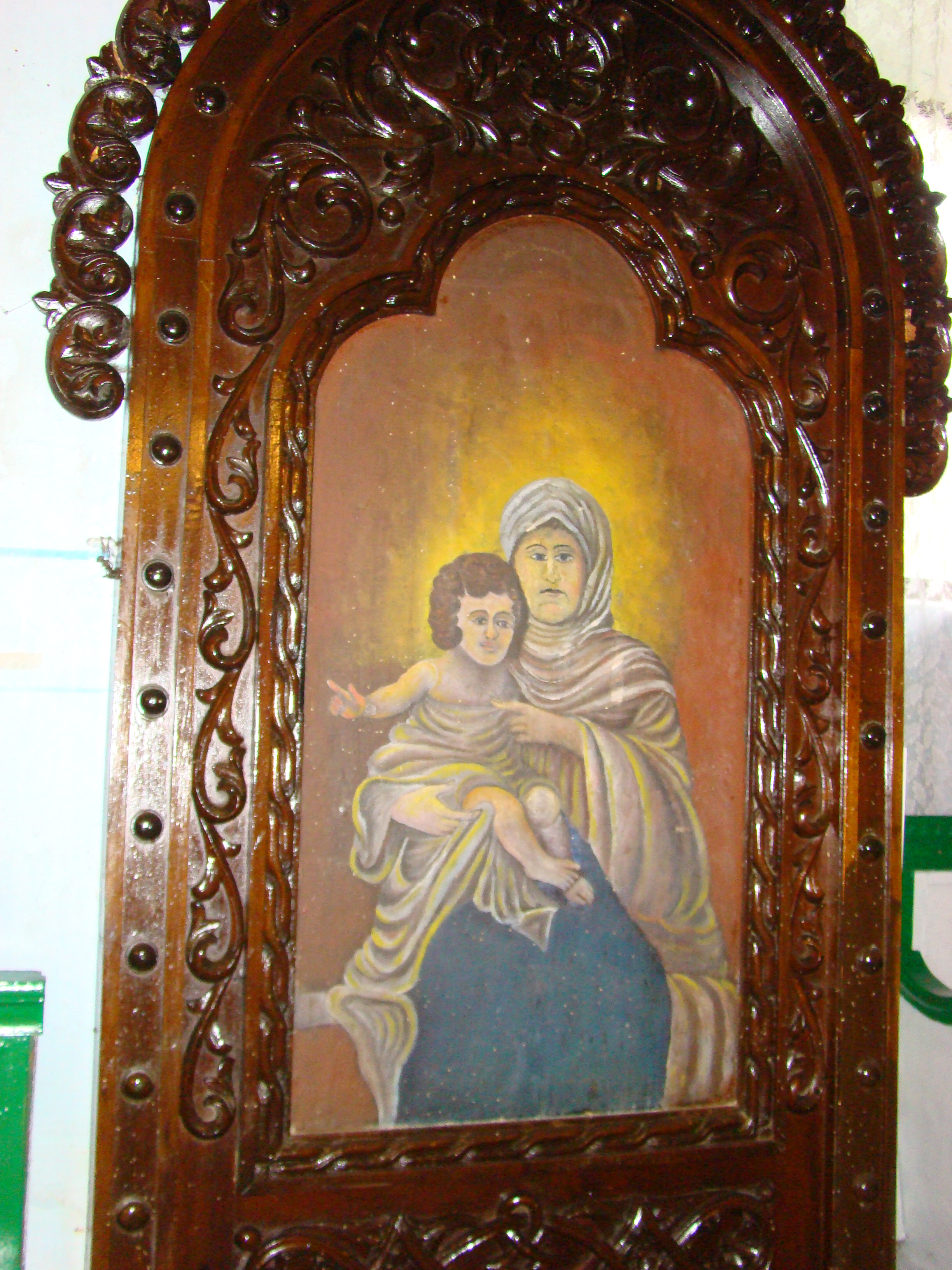
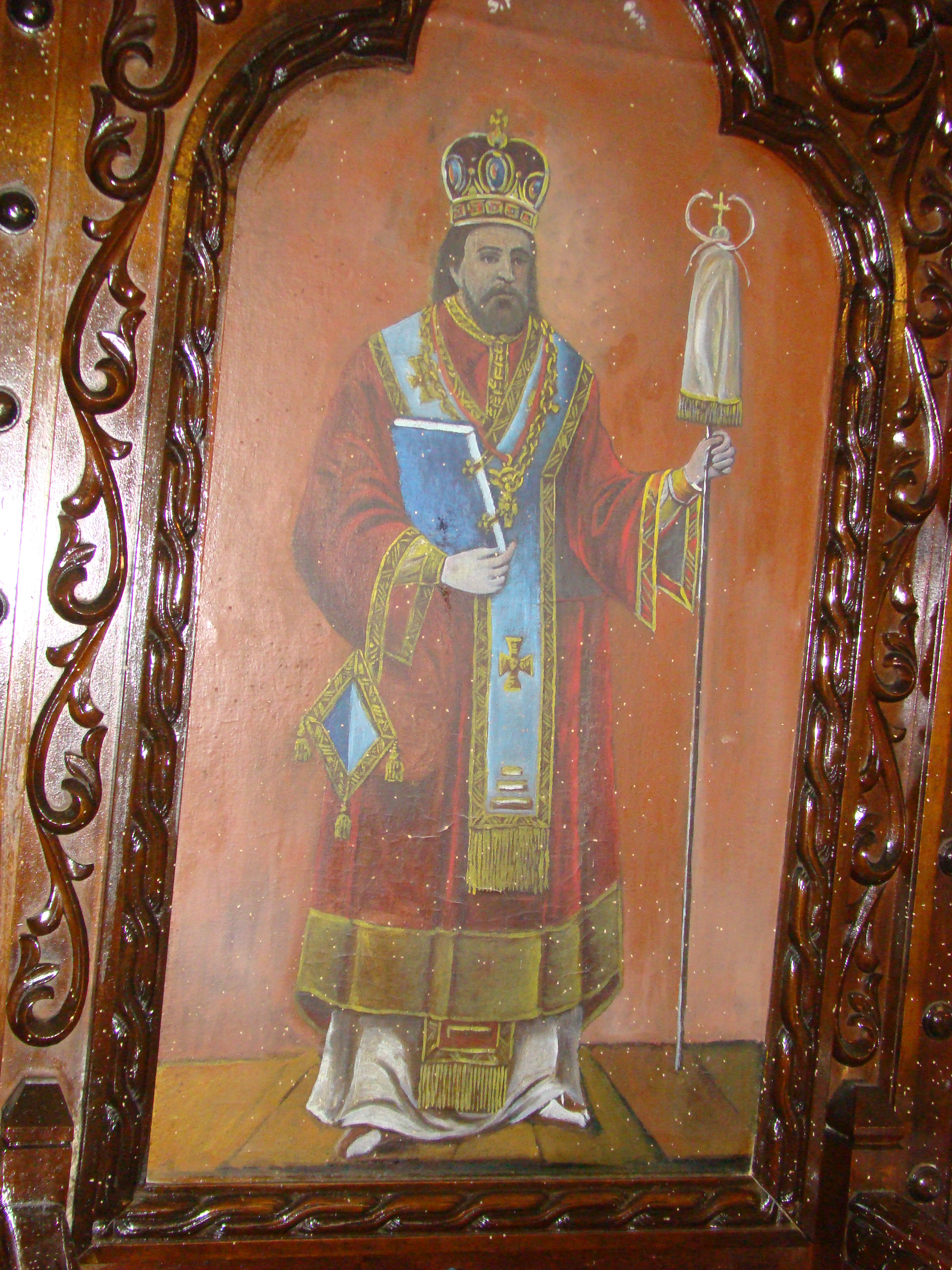
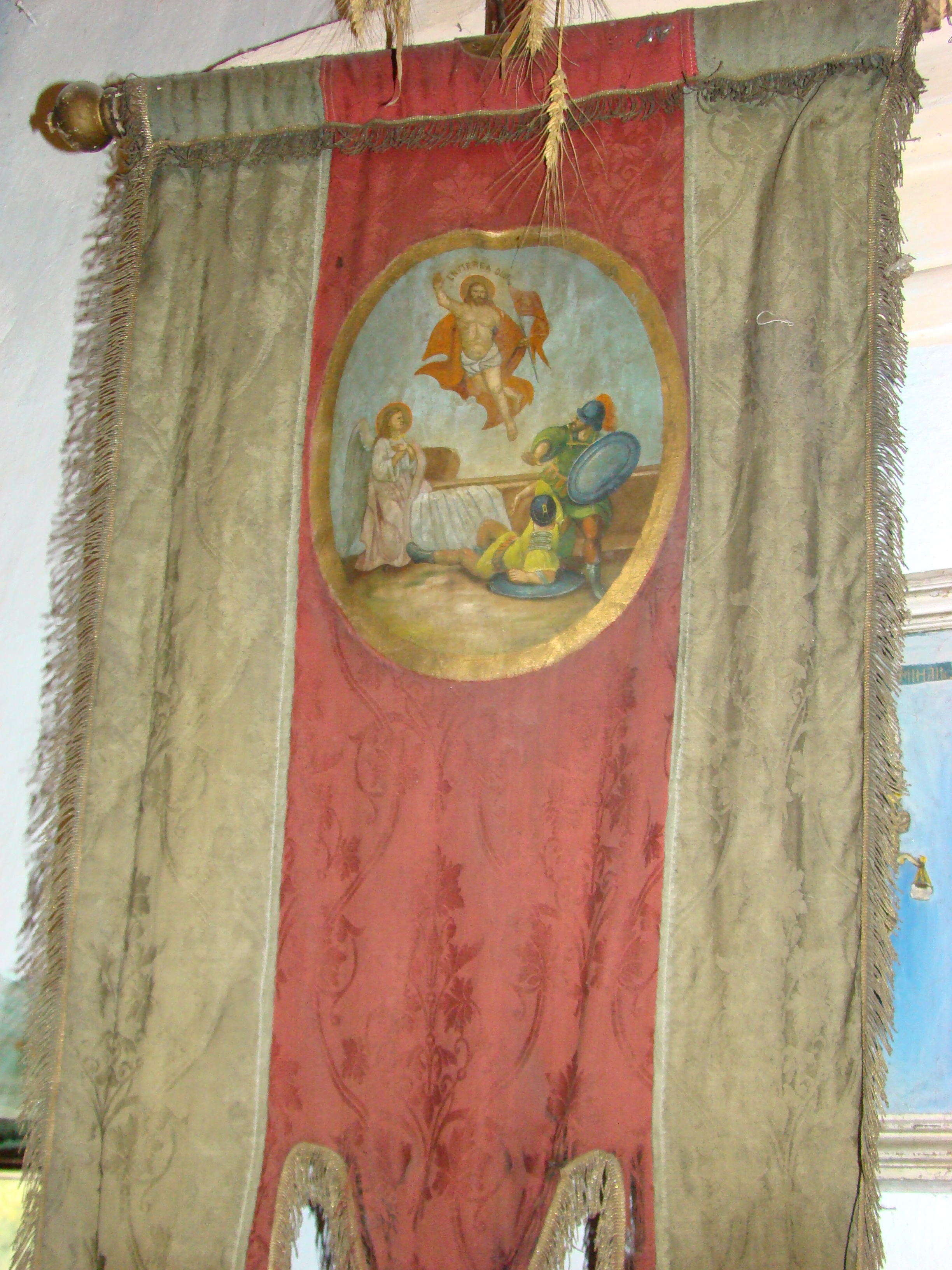
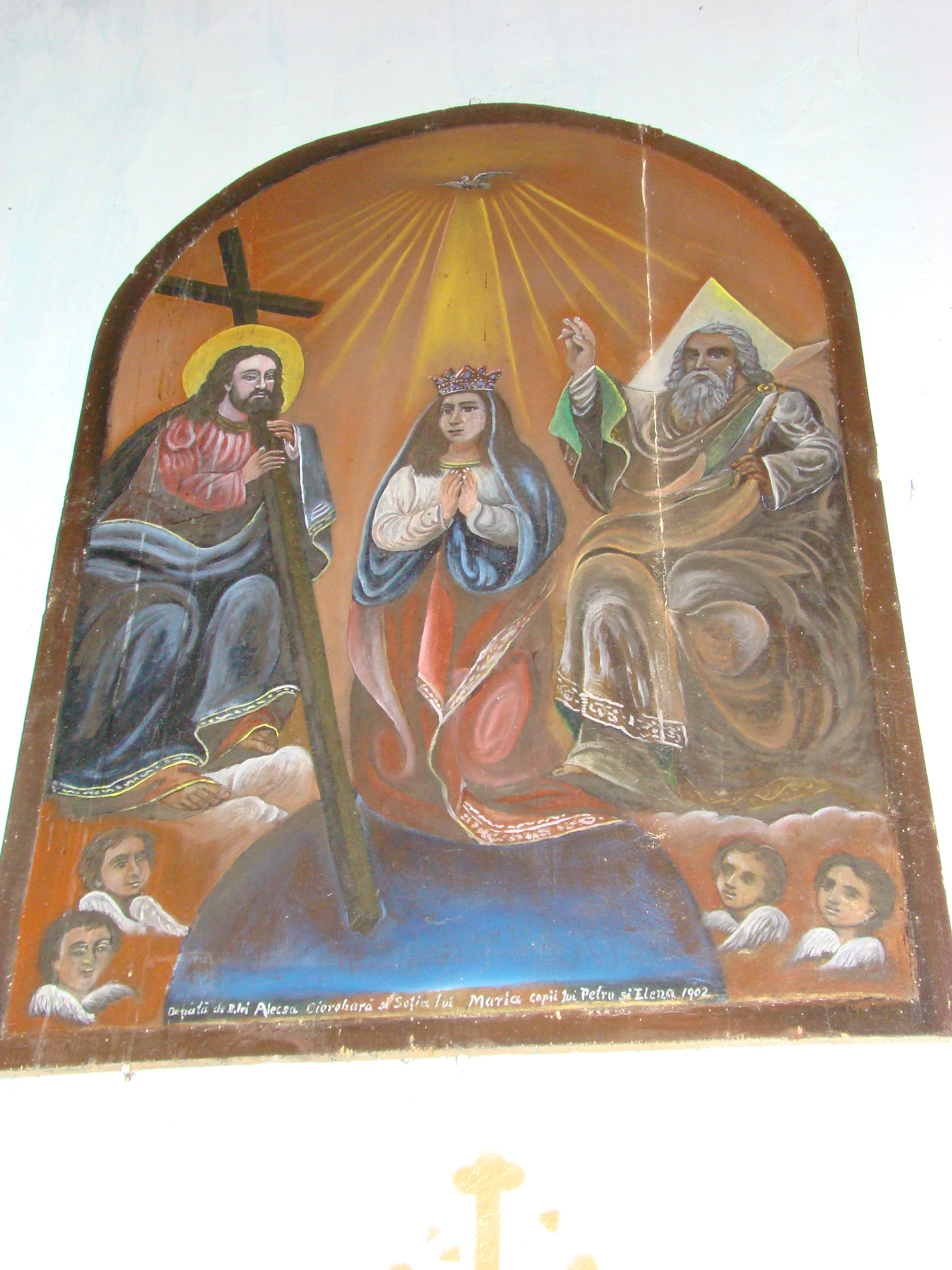
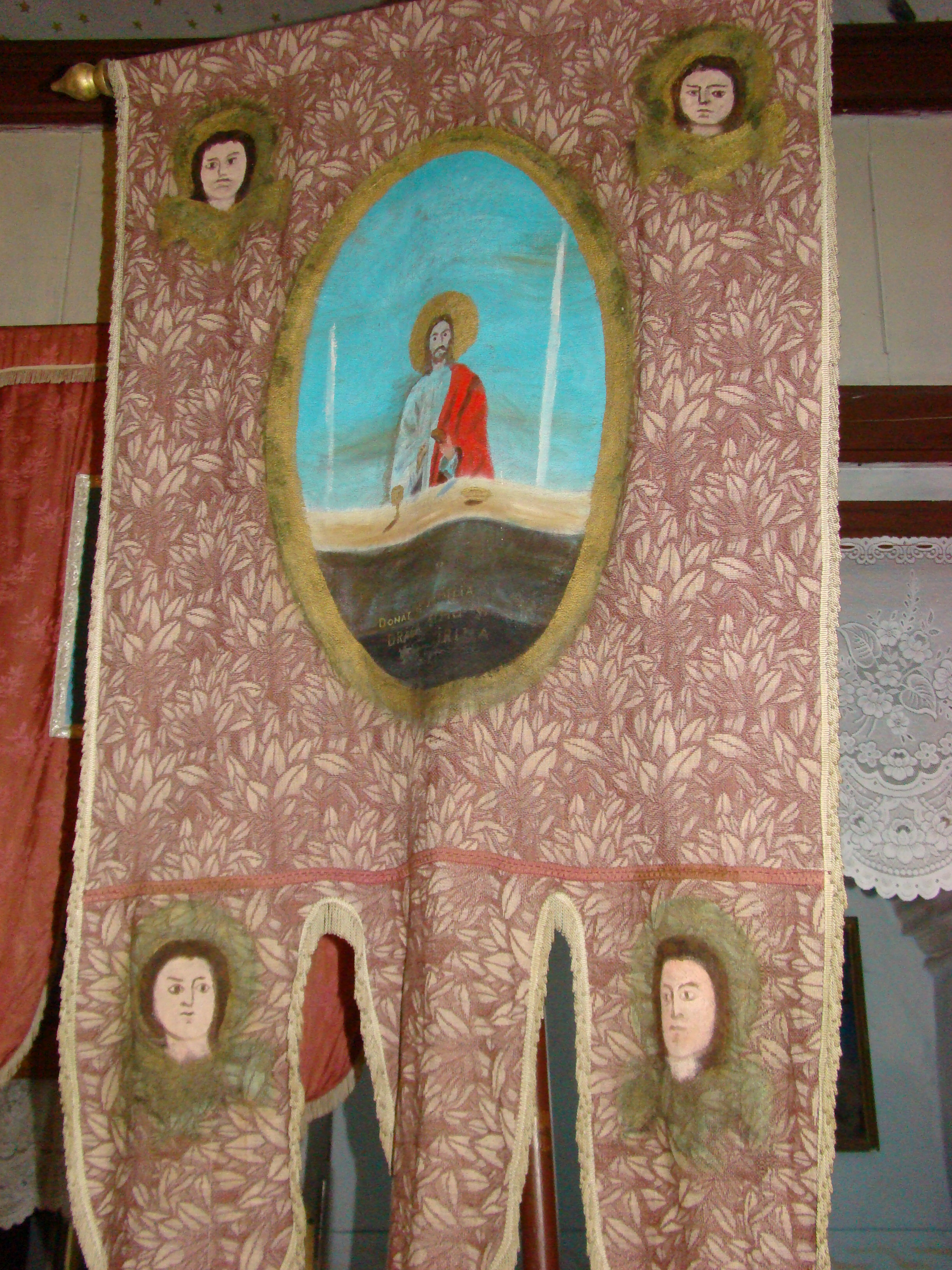
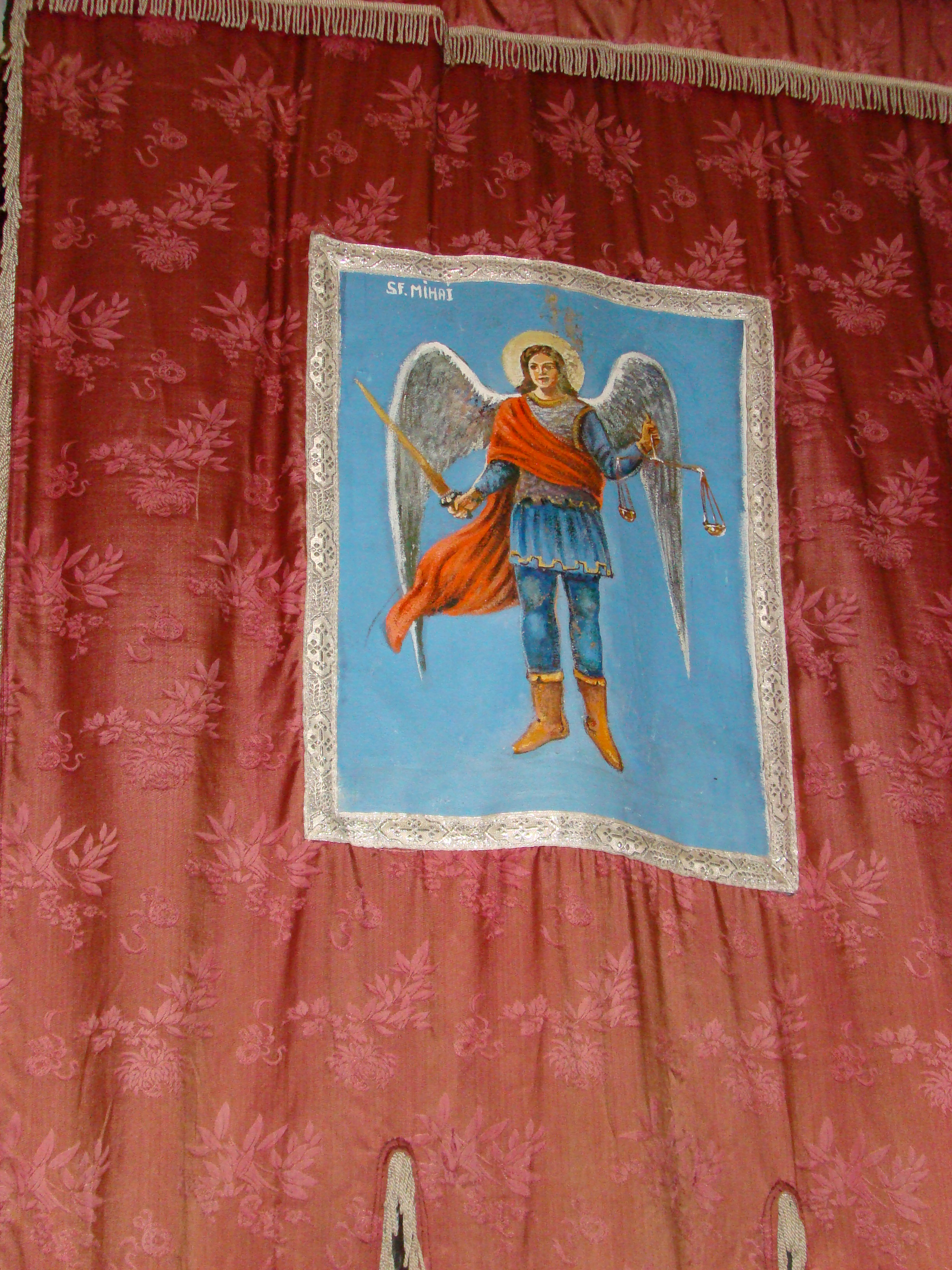
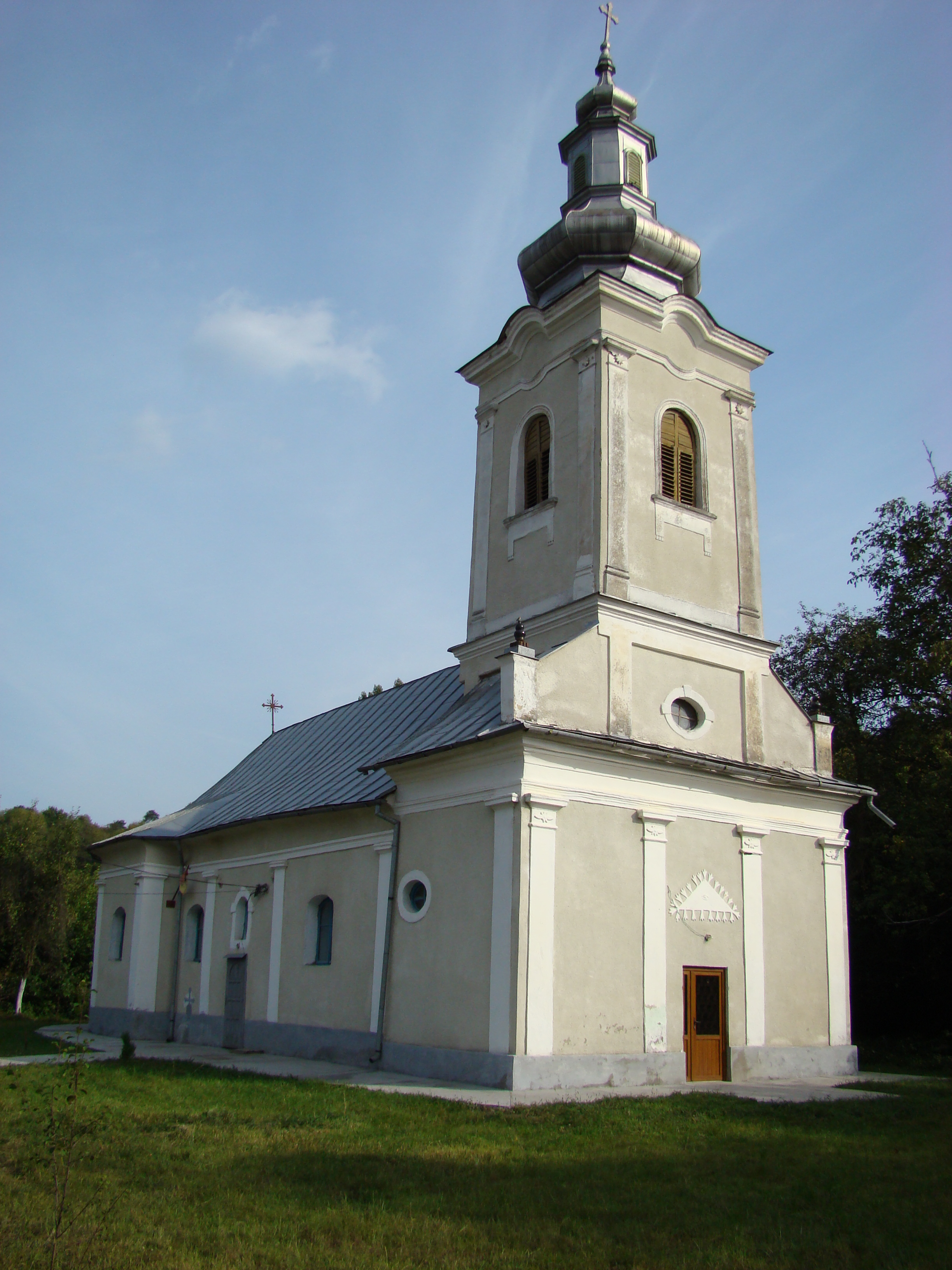
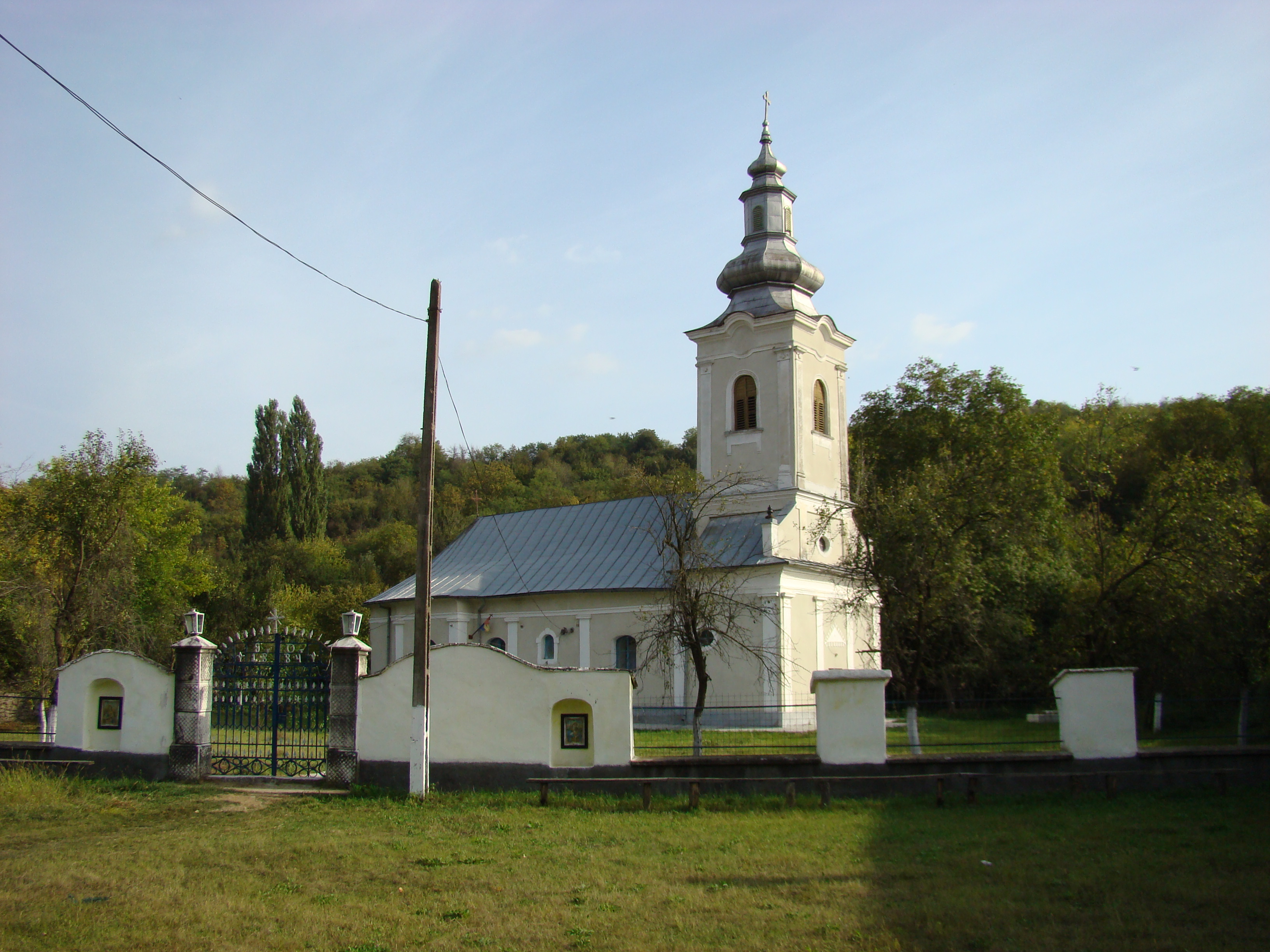